# Schwingen (Faserpflanzen)

Moderne Verarbeitung der Flachsfaser schematisch: Brechen, Schwingen, Hecheln

Das Schwingen ist ein wichtiger Bestandteil der Naturfaserverarbeitung zur Reinigung der Fasern von Holzresten (Schäben) nach dem Brechen und vor dem Hecheln.

## Technik
Einfache Schwingen bestanden aus einem aufrecht stehenden Brett mit einem Fuß. Der Schwinger nahm mit der linken Hand eine Handvoll Flachs und legte ihn auf die Oberkante des Brettes, so dass die halbe Länge des Flachses an der vorderen Seite des Brettes frei herabhing. Mit der rechten Hand führte er das Schwingholz, ein flaches, am Rande etwas angeschärftes Brett, und schlug dann die Reste der holzigen Teile heraus. Daneben kamen auch Schwingmaschinen zum Einsatz, bei denen mehrere Messer mit elastischen Stielen radial auf einer Drehachse sitzen und an einem Schwingstock, über dem das Faserbündel gehalten wird, vorüberstreichen.
Moderne Faseraufschlussmaschinen bauen ebenfalls auf den traditionellen Prozessen auf, verwenden jedoch mechanische Aufschlussstrecken, in denen das Brechen, Schwingen und Hecheln in entsprechenden Arbeitsschritten mechanisch umgesetzt werden. Hierbei kommen sogenannte Schwingturbinen zum Einsatz.

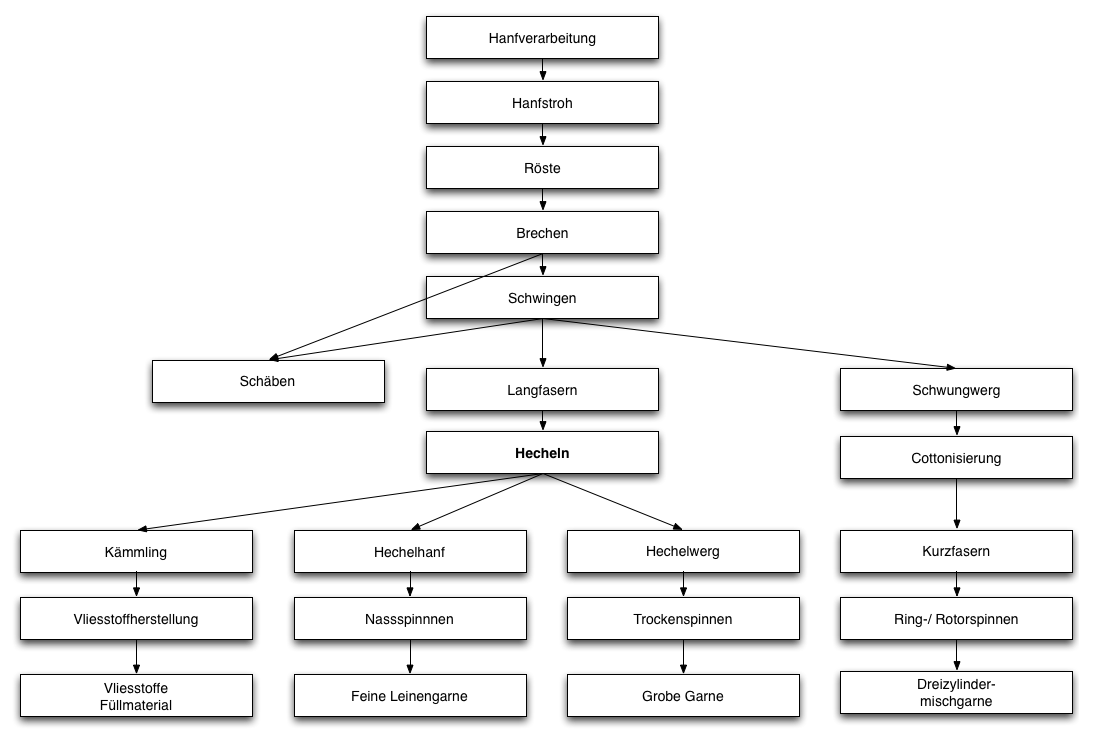
Schwingen als Schritt bei der textilen Aufbereitung von Hanffasern